# Schneidkennlinie
Als Schneidkennlinie (engl. meist: recording curve) bezeichnet man jene Kurve in einem Pegel-Frequenz-Diagramm, die zeigt, wie eine Tonaufnahme verändert werden muss, um eine Schallplatte schneiden zu können.

## Technischer Hintergrund
Die ersten Schellackplatten wurden mit Stahlnadeln oder Kristalltonabnehmern abgespielt. Die Amplitude der Nadelauslenkung entsprach direkt der Amplitude (Lautstärke) des aufgezeichneten Tones. Für eine gleiche Lautstärke über den gesamten Frequenzbereich („linearen Frequenzgang“) mussten die Amplituden also annähernd gleich sein. Auch die Schneidapparaturen bei der Aufzeichnung waren solche Schallwandler mit konstanter Amplitude.
Mit Einführung der elektrischen Tonaufzeichnung wurden elektromagnetische Schneidköpfe verwendet. Bei diesen ist der Pegel des aufgezeichneten Signales aber proportional der Geschwindigkeit oder „Schnelle“ des Schneidstichels und damit abhängig vom Produkt aus Amplitude mal Frequenz (Tonhöhe). Für gleichen Pegel musste die Amplitude bei niedrigen Frequenzen größer sein, bei hohen Frequenzen jedoch kleiner. Bei der Wiedergabe werden ebensolche Schallwandler mit konstanter Schnelle eingesetzt.
(Anm.: Der Ausdruck „Schnelle“ ist etwas unglücklich, hat sich aber im Schallplatten-Kontext eingebürgert. Nicht zu verwechseln mit Schallschnelle!)
Die Erweiterung des aufgezeichneten Frequenzbereiches durch neue Mikrofone zeigte bald Grenzen auf: die niedrigsten Frequenzen hätten mit so großer Amplitude aufgezeichnet werden müssen, dass für den Schneidstichel Gefahr bestand in die benachbarte Rille hineinzuschneiden. Es war daher erforderlich, das Tonsignal über eine Schneidkennlinie anzupassen.
Im Lauf der weiteren technischen Entwicklung wurden aus den Schneidkennlinien immer komplexere Kurven, in denen Bereiche konstanter Amplitude und konstanter Schnelle miteinander sinnvoll kombiniert wurden. Ebenso komplex wurden die Kurven für die Wiedergabeentzerrung, die aus mehreren verschachtelten elektronischen Filtern aufgebaut sind.

## Funktionsweise
Indem der Aufnahmepegel bei tiefen Frequenzen (Bässen) abgesenkt wird, kann die Auslenkung des Schneidstichels an den beschränkten Platz zwischen den Rillen angepasst werden. Die Pegelanhebung bei hohen Frequenzen (Höhen) erfolgt im Hinblick auf eine verbesserte Wiedergabe: Wird nämlich bei der Wiedergabe der Pegel wieder abgesenkt, dann wird damit ebenso das Rauschen vermindert.

### Beispiel

RIAA-EQ-Curve rec play

Aus der Abbildung wird verständlich, dass diese technisch notwendige Vor-Verzerrung des Klangbildes bei der Aufnahme (blau) („Pre-Emphasis“) durch eine spiegelbildliche Kurve der Wiedergabeentzerrung (rot) wieder ausgeglichen werden muss. Nur so kann ein linearer Frequenzgang und das ursprüngliche Klangbild wiederhergestellt werden.
(Anm.: Die Abbildung zeigt die Amplitudenverstärkung in Abhängigkeit von der Frequenz, also den Realteil eines Bode-Diagrammes, umgangssprachlich den „Frequenzgang“)

## Standardisierung und RIAA-Kurve
Da jeder Platten-Hersteller seine eigene Schneidkennlinie verwendete, hätten die Hersteller der Abspielgeräte die Wiedergabeentzerrung von bis zu 20 verschiedenen Kennlinien technisch lösen müssen. Dem Wunsch nach einer branchenweiten Norm kam erstmals 1955 der RIAA-Standard für die USA nach. In Europa wurden mit IEC No. 98 (1955) und dem British Standard B.S.1928 (1955) die RIAA-Kurve in nationale Normen übernommen. In Deutschland verzögerten die Bemühungen der Teldec, die ihren abweichenden Haus-Standard durchsetzen wollte, dies bis 1962. Letztlich wurde auch in den DIN-Normen 45536/7 die RIAA-Kurve übernommen. Damit war der Weg frei für die RIAA-Kurve als weltweiten Standard der gesamten Schallplatten-Branche, der bis heute gültig ist.
Die im obigen Beispiel dargestellte RIAA-Wiedergabekurve wird durch drei Übergangsfrequenzen bei 50,05 Hz, 500,5 Hz und 2122 Hz in vier Abschnitte unterteilt. Diese Übergangsfrequenzen können durch elektronische Filter erreicht werden. Zur Berechnung dieser Filter wird üblicherweise nicht die Frequenz in Hz, sondern die korrespondierende Zeitkonstante in Mikrosekunden verwendet. Technisch korrekt ist die RIAA-Kurve daher durch ihre Zeitkonstanten 3180μs, 318μs und 75μs definiert.
Der Zusammenhang zwischen Frequenz f und Zeitkonstante τ ist gegeben durch {\displaystyle f=1/(2\cdot \pi \cdot \tau )}.
Diese Abschnitte der Wiedergabekurve, die verlaufend ineinander übergehen, sind wie folgt charakterisiert:
- Über 2122 Hz: Absenkung des Pegels bei den Höhen und gleichzeitig Absenkung des Rauschens. Konstante Amplitude der Nadel-Auslenkung.
- 500,5 bis 2122 Hz: annähernd konstante Schnelle.
- 50,05 bis 500,5 Hz: Anhebung des Pegels bei den Bässen. Konstante Amplitude der Nadel-Auslenkung
- Unter 50,05 Hz: Begrenzung der Bassanhebung (bass shelving durch Kuhschwanzfilter), um zu verhindern, dass Störgeräusche mit niedriger Frequenz des Plattenspielers oder Tonarmes mitverstärkt werden. Konstante Schnelle